# Remis
Remis – sytuacja w grach sportowych lub w innych sportach, w której żadna ze stron nie odniosła zwycięstwa.
W niektórych grach remis zdarza się częściej (np. w szachach), w innych rzadziej (np. w meczach żużlowych), w niektórych możliwy po regulaminowym czasie gry, ale niedopuszczalny przez regulamin (np. w koszykówce), w niektórych w ogóle nie jest możliwy (np. w siatkówce).
Czasem remis oznacza wygraną jednego z graczy lub sportowca. W go odpowiada za to zasada komi. W pucharowych rozgrywkach piłkarskich remis może, zależnie od dodatkowych kryteriów (np. większej lub mniejszej liczby strzelonych bramek w meczu wyjazdowym), oznaczać wygraną bądź przegraną.
Remis może też stanowić „honorowe” zwycięstwo – jeśli gracz mniej doświadczony zremisuje z bardziej doświadczonym, jest to jego sukces niezależnie od reguł gry.